# (38279) 1999 RU51
1999 RU51 (asteroide 38279) é um asteroide da cintura principal. Possui uma excentricidade de 0.09599560 e uma inclinação de 15.14686º.
Este asteroide foi descoberto no dia 7 de setembro de 1999 por LINEAR em Socorro.